# Simone Crestani
Pour les articles homonymes, voir Crestani.
Simone Crestani, né en 1984 à Marostica, est un maître verrier italien.

## Biographie
Simone Crestani est né en 1984 à Marostica. En 2000 il commence à travailler le verre à l'atelier de Massimo Lunardon à San Giorgio di Perlena (it). Sa première exposition personnelle a lieu en 2008 à la galerie Blanchaert de Milan puis il ouvre en 2010 son propre atelier à Vicence. En 2011 il expose à la galerie Alexandre Biaggi à Paris et en 2012 à la galerie Bernd Goeckler Antiques de New York. Il enseigne pour la première fois en 2013 au Musée du verre de Corning dans l'État de New York.